# Cienfuegos

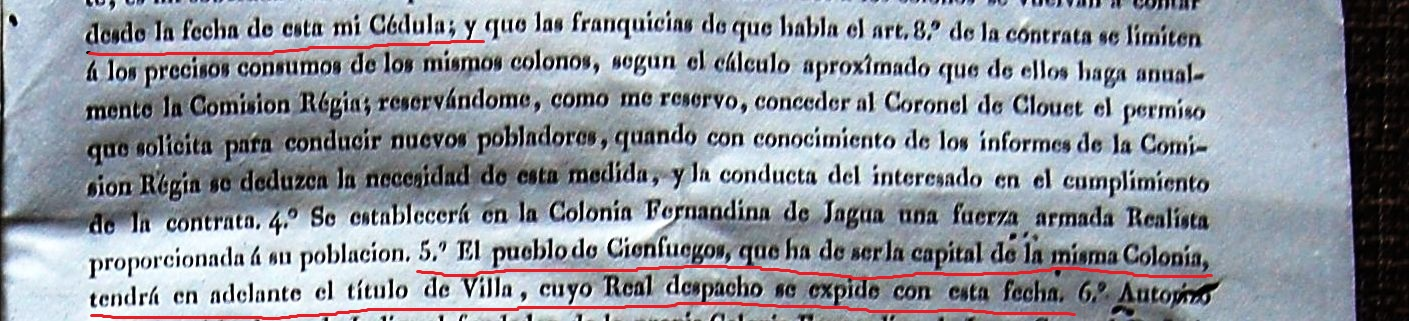
Real Despacho del 20 de mayo de 1829 mediante el cual el rey le concedió el título de villa

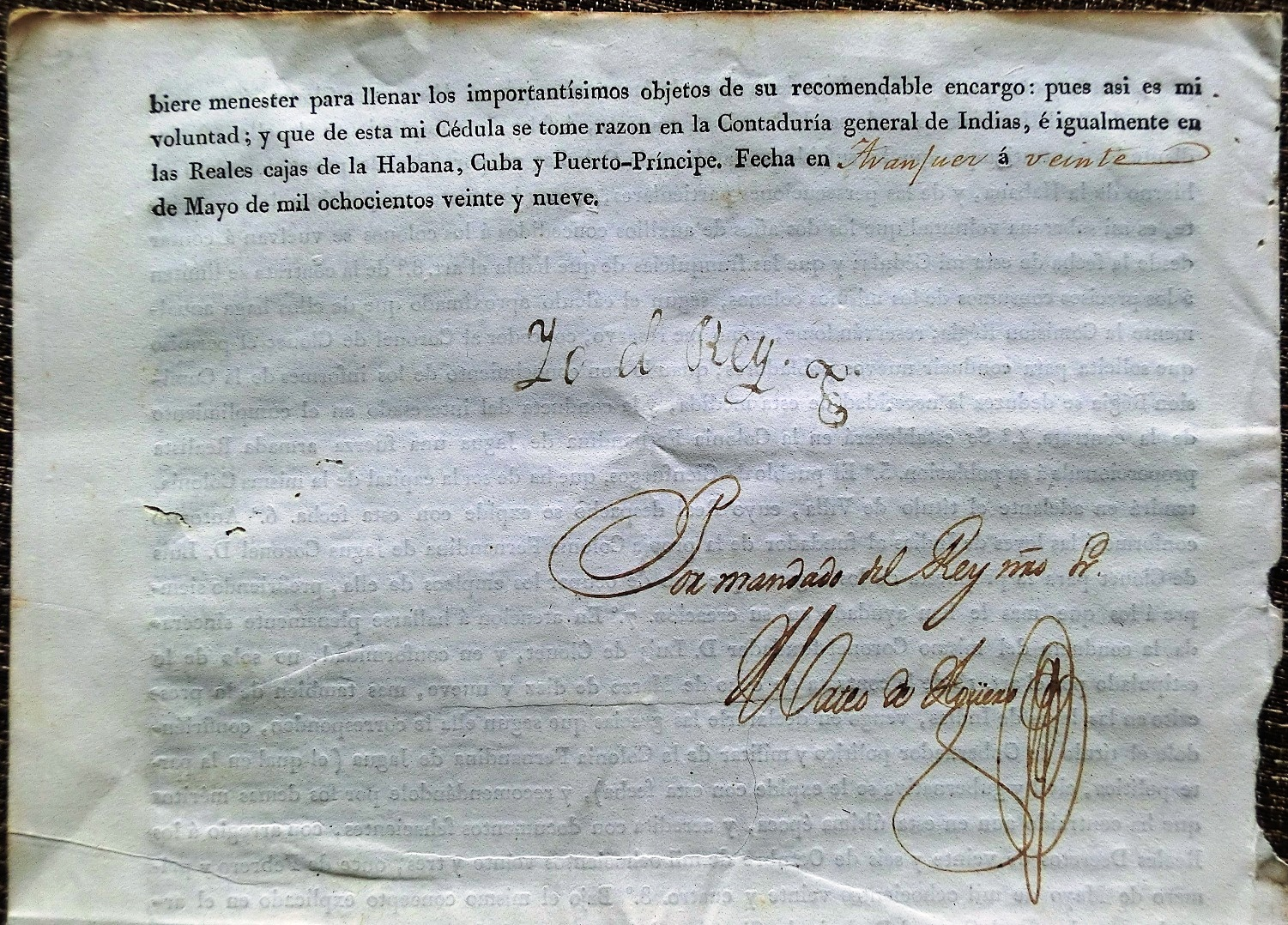
Real Despacho del 20 de mayo de 1829

Cienfuegos es un municipio y ciudad cubana, capital de la provincia del mismo nombre. Está ubicada en la península de la Majagua, a la orilla de la bahía de Jagua, abierta al mar Caribe por un estrecho canal. En 2017, la población del municipio contaba los 177 113 habitantes. El centro histórico urbano de Cienfuegos está declarado Patrimonio Cultural de la Humanidad.

## Ubicación

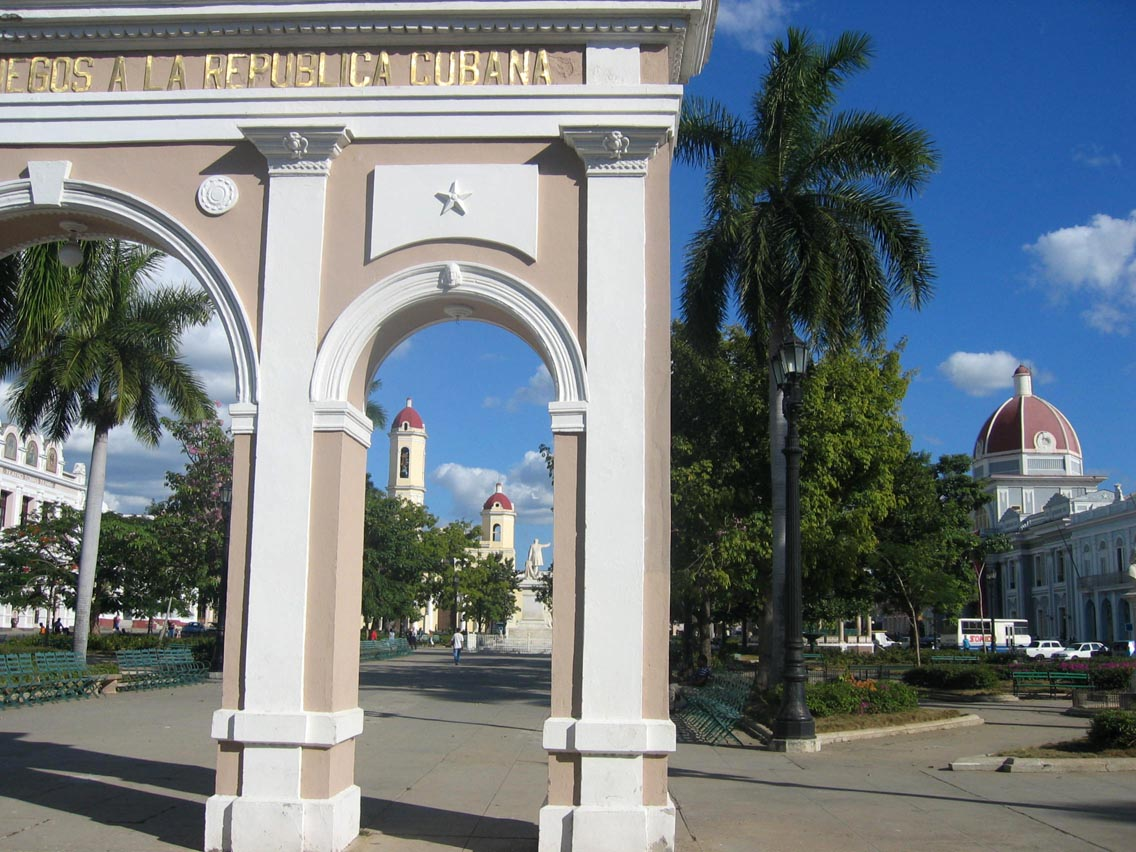
Parque José Martí. Cienfuegos, Cuba.

Está ubicada en la llamada península de la Majagua, a la orilla de la bahía de Jagua, de 88 km², al fondo de la misma. Esta bahía de nombre aborigen (significa ‘origen’, ‘fuente’, ‘manantial’, ‘riqueza’) está abierta al mar Caribe por un estrecho canal que sirve de acceso a las embarcaciones que usan el puerto.
Conocida como la Perla del Sur, la ciudad se encuentra a 245 km de La Habana y a 658 km de Santiago de Cuba. Cuenta con el segundo puerto más importante del país.
Hoy día es la capital de la provincia de Cienfuegos. Anteriormente, pertenecía a la provincia de Las Villas.

## Historia
Cienfuegos debe su origen al interés de las autoridades imperiales españolas por desarrollar nuevas ciudades en la isla.
Fue fundada el 22 de abril de 1819 por colonos franceses al mando de Luis De Clouet. Se asentaron en la península de Majagua y nombraron a la villa Fernandina de Jagua en honor al rey Fernando VII y a la estirpe aborigen. Diez años más tarde, en 1829, el rey autorizó el cambio de nombre de la villa que desde entonces se llama Cienfuegos, en honor al capitán general de la isla de Cuba José Cienfuegos Jovellanos.
En julio de 2005 el centro histórico urbano de Cienfuegos fue declarado Patrimonio Cultural de la Humanidad por la Unesco.
En Cienfuegos existe un amplio movimiento artístico, donde destacan muchas galerías. Una de ellas es el Estudio Taller Marilyn Monroe, situado en Prado. El espacio muestra el trabajo de jóvenes artistas visuales muy talentosos. El objetivo de estos muchachos es intentar rescatar la academia desde sus particularidades.[cita requerida]

## Demografía
- Provincia (2017): 407 244 habitantes.[1] Municipio de Cienfuegos (2017): 177 113 habitantes.[1] Ciudad (2002): 140 734 habitantes. En 2009, la densidad del municipio capital era de 94,54 hab./km², ocupando el séptimo lugar en Cuba. La mayoría son descendientes de españoles y franceses, aunque hay grandes minorías de población mestiza y negra.

La diócesis de Cienfuegos tiene una superficie 5360 km² y una población de 485 000, de los cuales 293 600 son católicos. Son 23 los sacerdotes y 37 los religiosos que sirven en la diócesis.

## Monumentos y lugares de interés

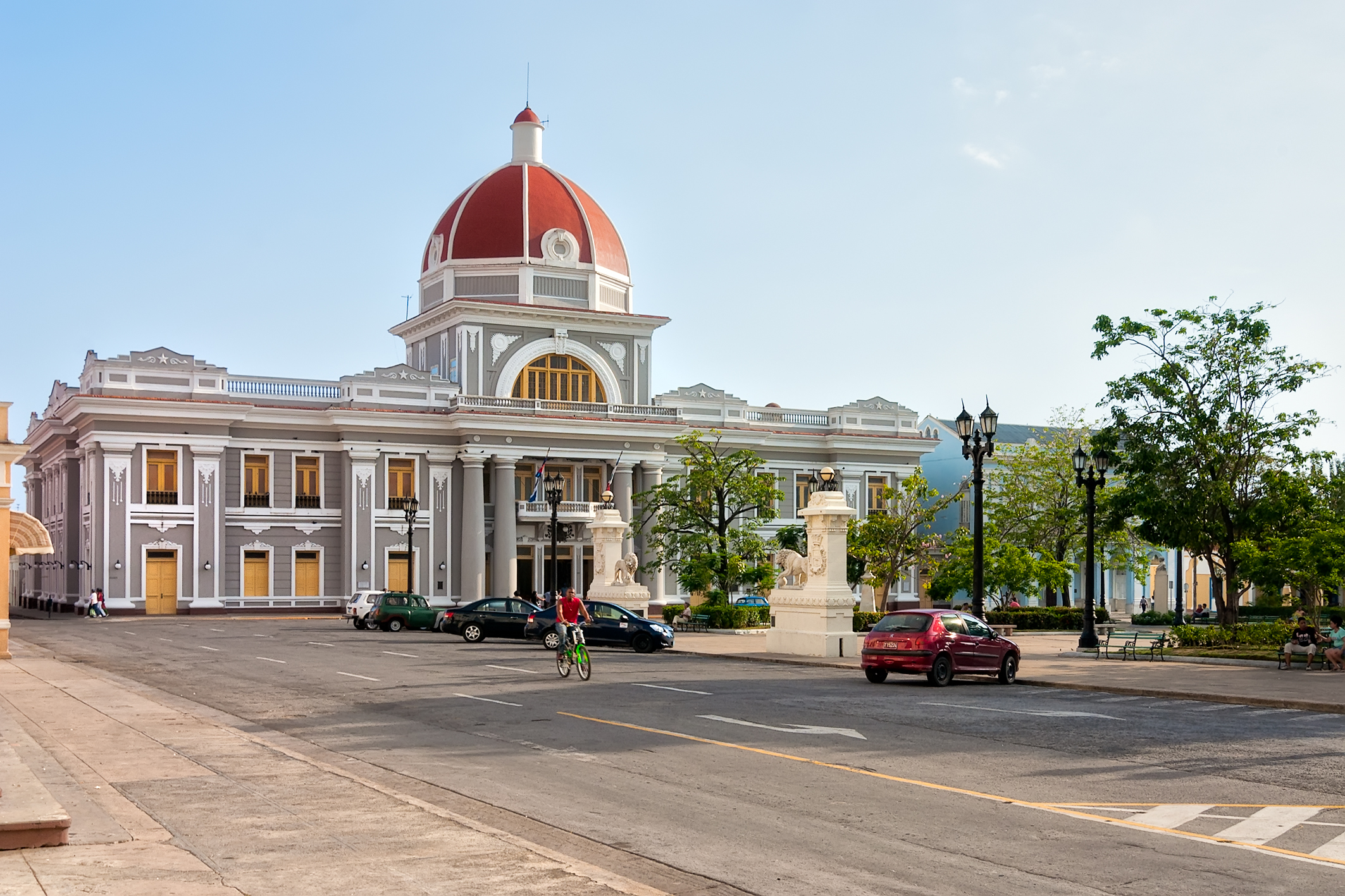
Ayuntamiento de Cienfuegos

Las calles de Cienfuegos fueron originalmente trazadas formando cuadrículas. La arquitectura ecléctica de la ciudad conserva abundante decoración neoclásica. Es una de las ciudades de mejor trazado que existen en Cuba, de calles anchas y rectas, de paseos y parques (el más importante es el "José Martí"), de edificios modernos y antiguos que responden totalmente al conjunto exterior que la rodea.
- El Jardín Botánico de Cienfuegos declarado Monumento Nacional el 20 de octubre de 1989. Fundado a principios del siglo XX por el estadounidense Atkins.
- El Cementerio de Reina es un ejemplo excepcional de su tipo, y su arquitectura se inserta en el neoclasicismo imperante en las edificaciones construidas en la ciudad. Es el único en Cuba que conserva sus nichos para enterramientos. La estatua de La Bella Durmiente es muy famosa y posee una hermana en Génova, Italia.
- La Fortaleza de Nuestra Señora de los Ángeles de Jagua está ubicada a la entrada de la Bahía de Jagua. Estratégicamente situado en la entrada al Puerto de Cienfuegos, este castillo fue construido en el siglo XVIII (1745) para defender a Cienfuegos de los asaltos de piratas y filibusteros.
- El Cementerio Tomás Acea, donde destaca un enorme edificio del más puro estilo dórico.
- El parque José Martí, ubicado en el centro de la ciudad, junto a él se encuentran los edificios más importantes, entre ellos la casa del fundador, el Ayuntamiento, la iglesia catedral y el teatro Terry.
- El teatro Tomás Terry, construido en 1889, notable por el estado de conservación de su arquitectura y decoración.
- El Palacio de Valle, ubicado en el extremo sur del Prado, es una construcción única en Cuba por la unión de tantos estilos arquitectónicos.
- Estadio Cinco de Septiembre, inaugurado en 1977 y con una capacidad para 15 600 personas.
- El Parque José Martí, parque central de la localidad, lugar histórico por ser el sitio donde se erigió el alzamiento contra Batista en 1957.
- Cueva Martín Infierno.
- Playa de Rancho Luna, ubicada cerca de la bahía de Jagua. Cuenta con uno de los mayores complejos hoteleros de la zona.
- Paseo del Prado, interesante paseo con la estatua de Benny Moré a tamaño natural.
- Delfinario de Cienfuegos, un lugar donde chicos y grandes encontraran una propuesta de esparcimiento y de diversión en el mar junto con los delfines.
- Museo Histórico Provincial, que cuenta la interesante historia de la ciudad de Cienfuegos.
- Santa Isabel de Las Lajas, ciudad natal de Benny Moré.[4]

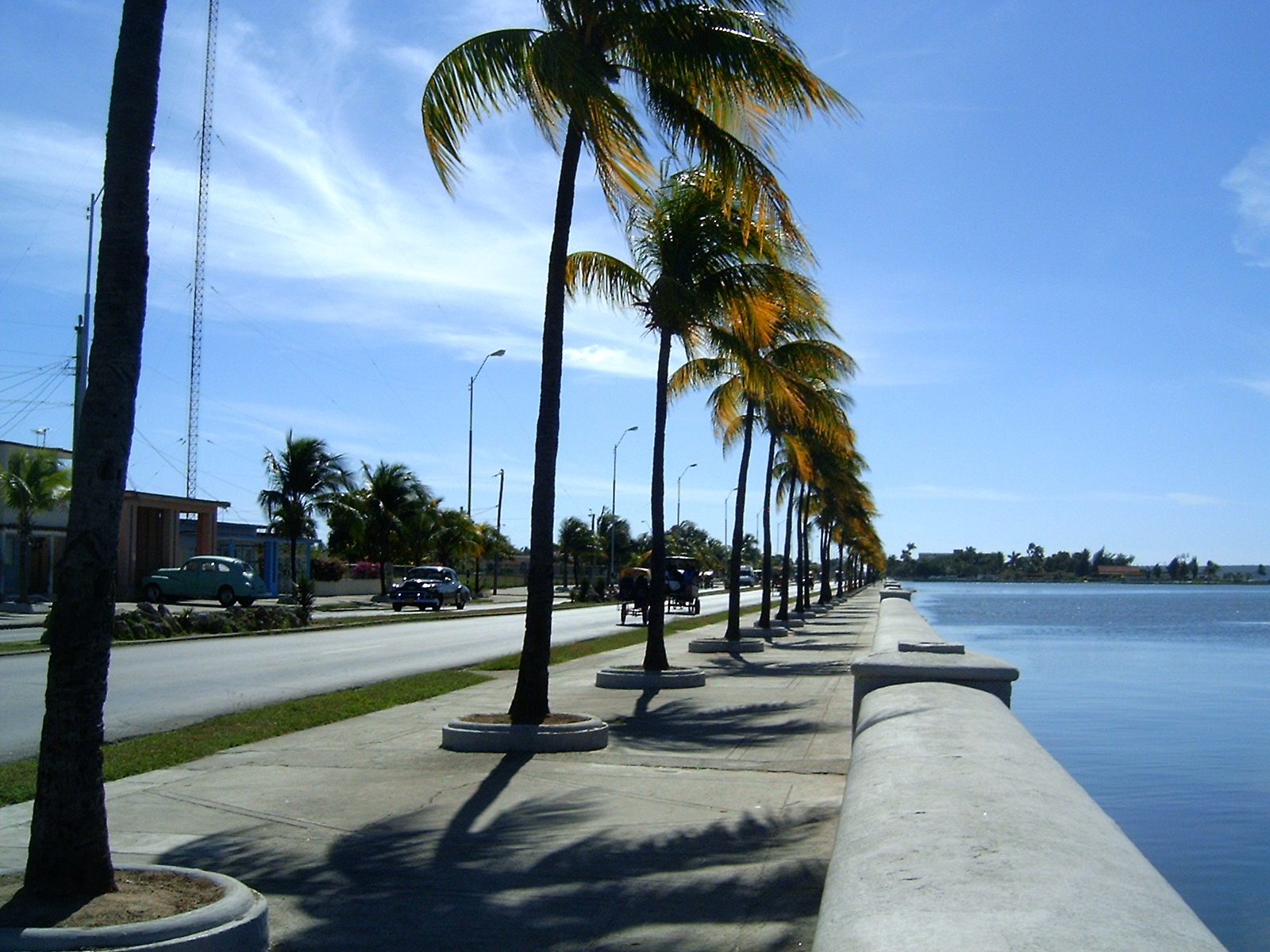
Paseo del Malecón de Cienfuegos
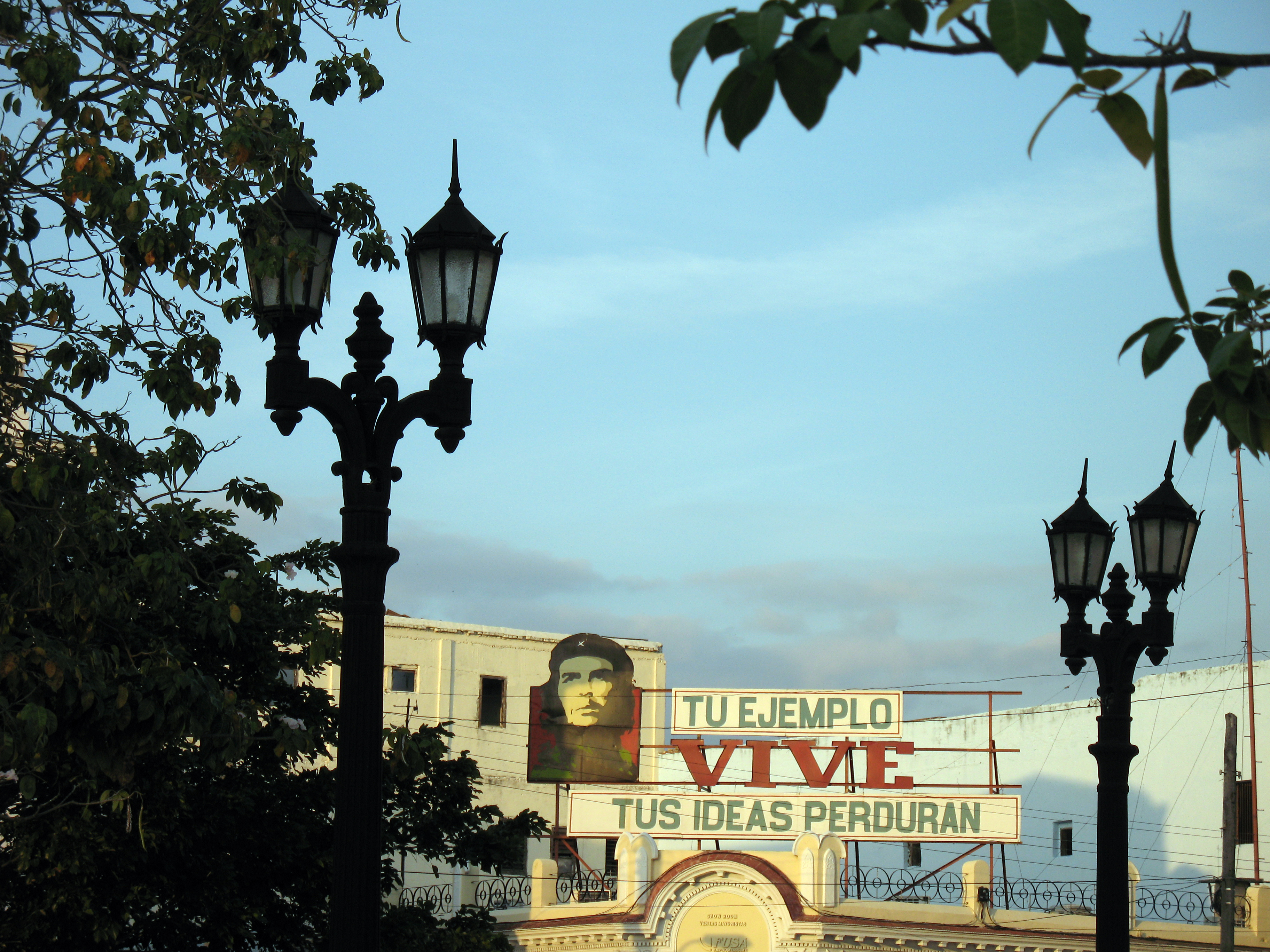
Imagen del Che Guevara en una plaza céntrica de Cienfuegos, del Parque José Martí
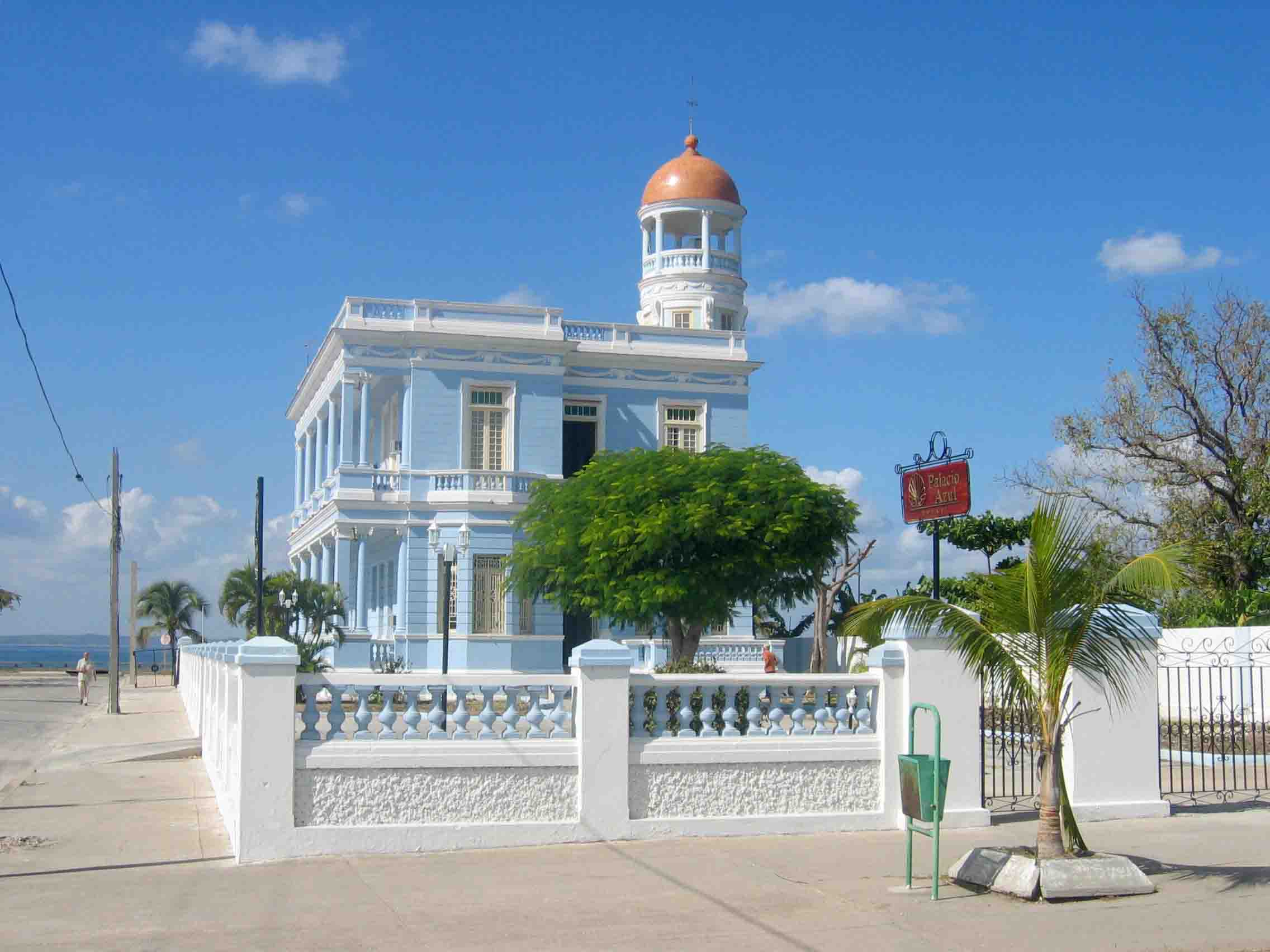
El Hotel Estatal "Palacio Azul", de Cienfuegos
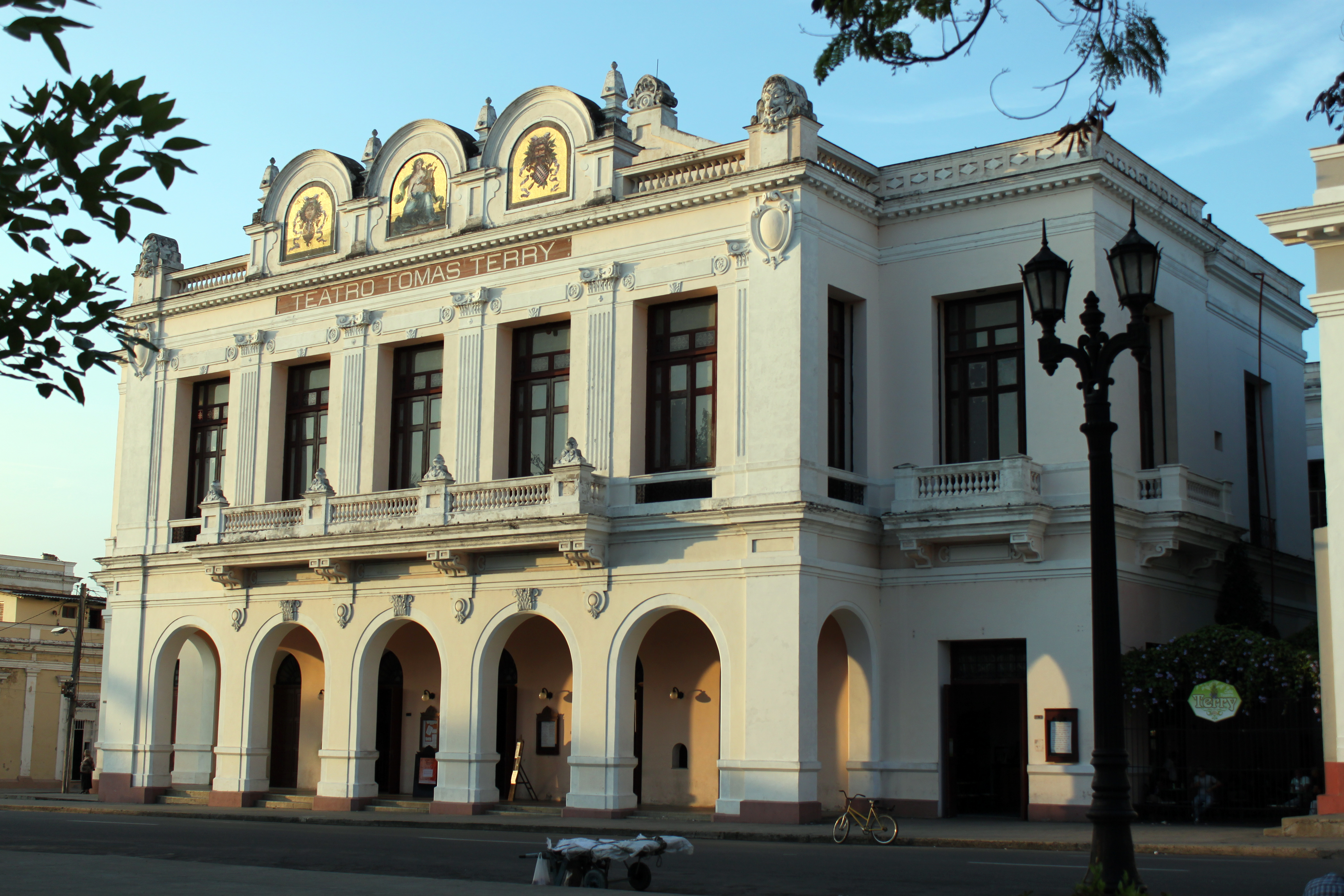
El Teatro Tomás Terry
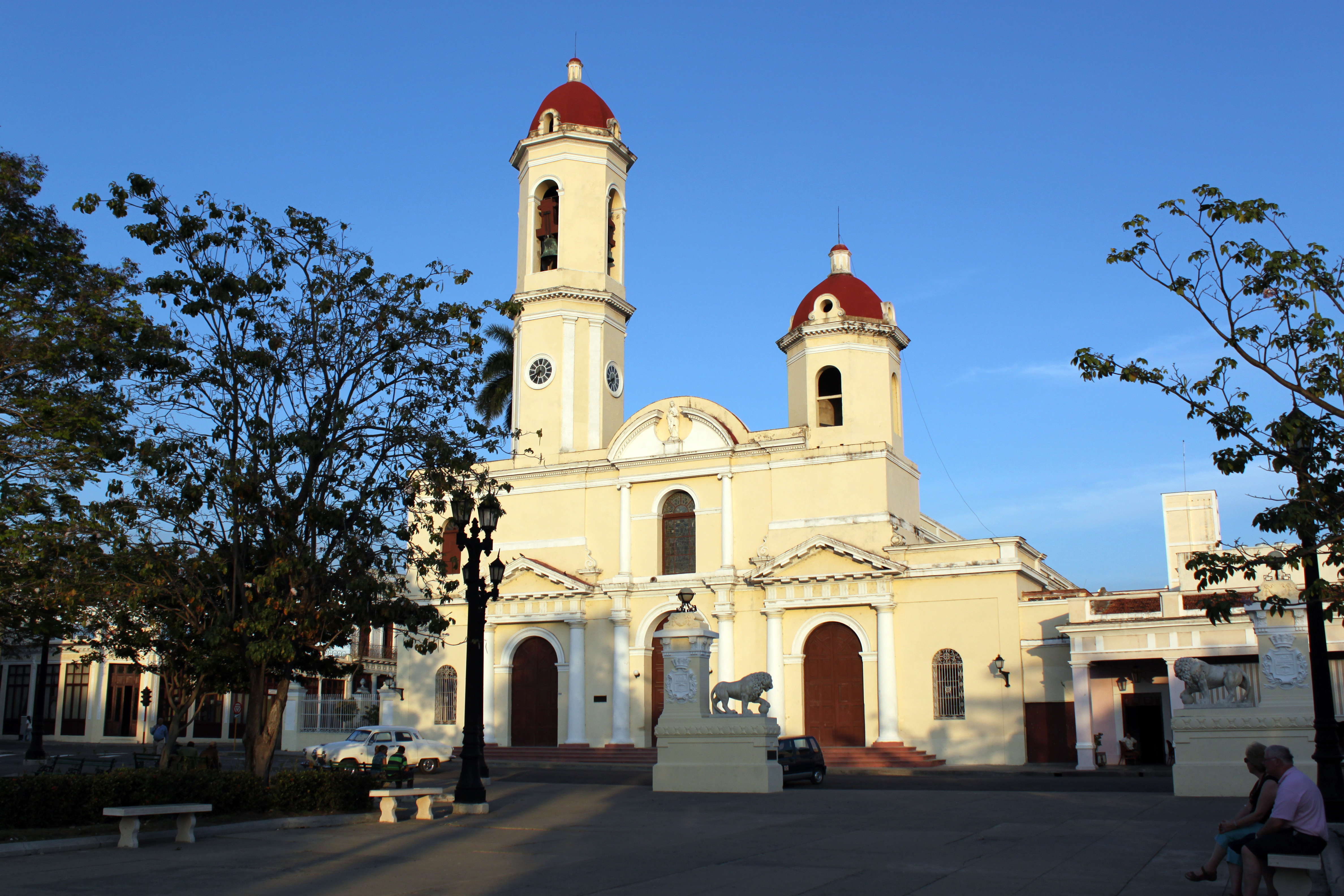
Iglesia Catedral "Purísima Concepción"
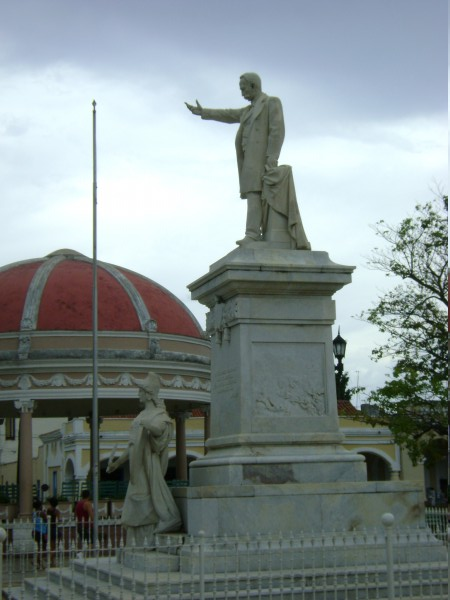
Estatua de José Martí
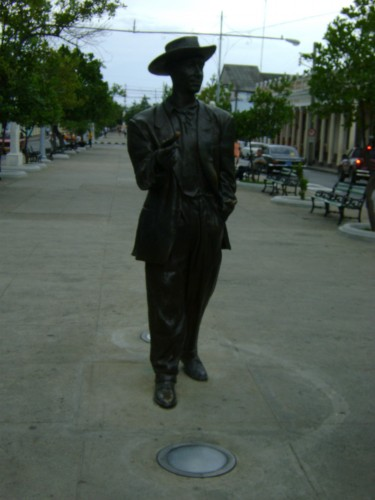
Estatua que se encuentra en el Centro del Prado de Cienfuegos, Cuba, en memoria de Benny Moré caminando por las calles de Cienfuegos
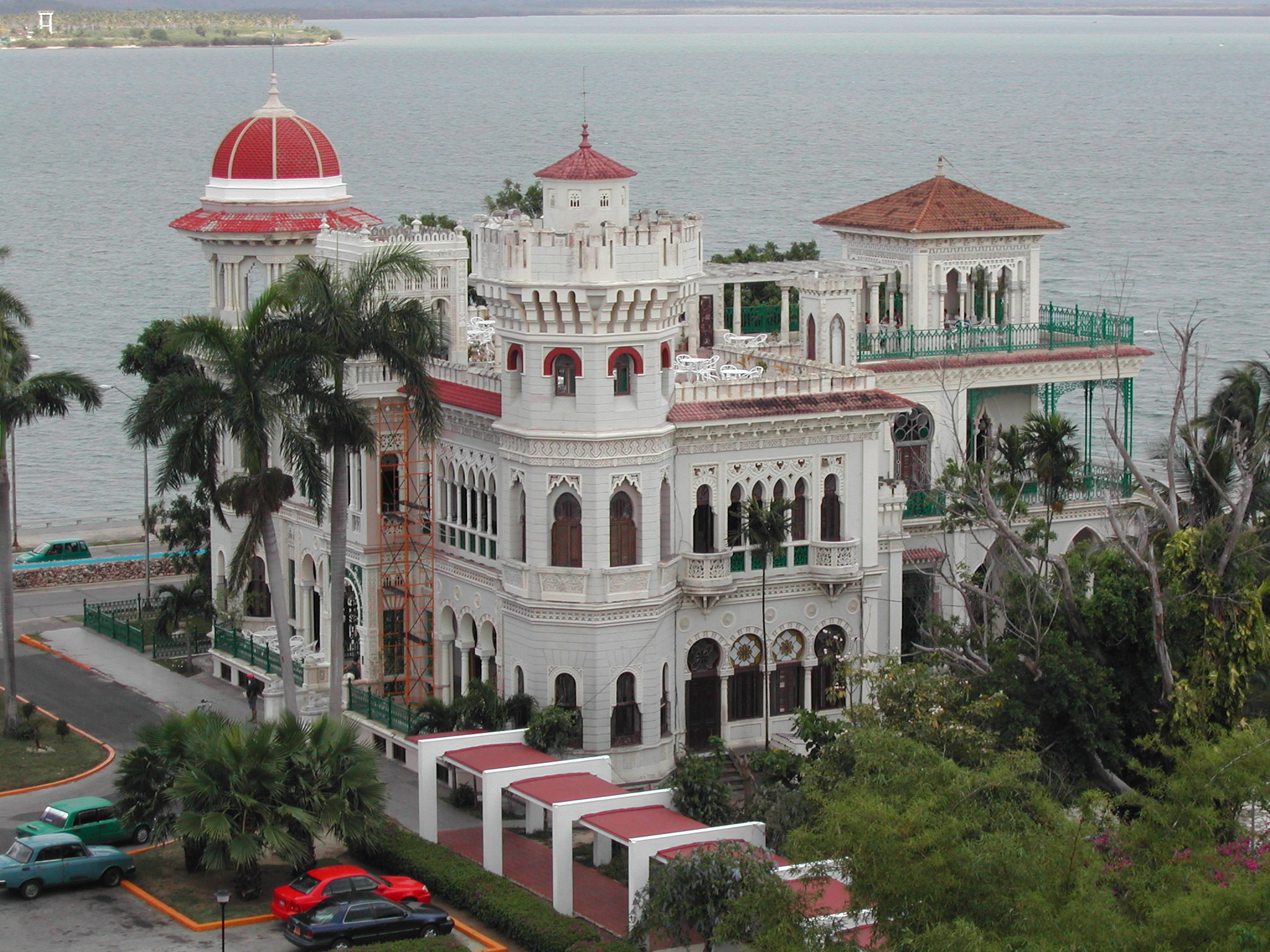
Palacio de Valle
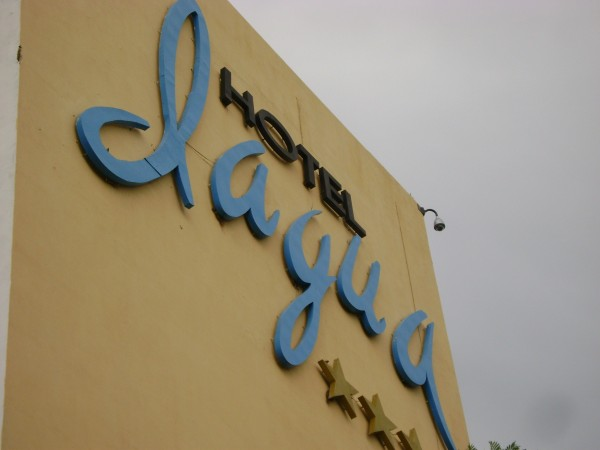
Hotel Jagua de Cienfuegos, Cuba
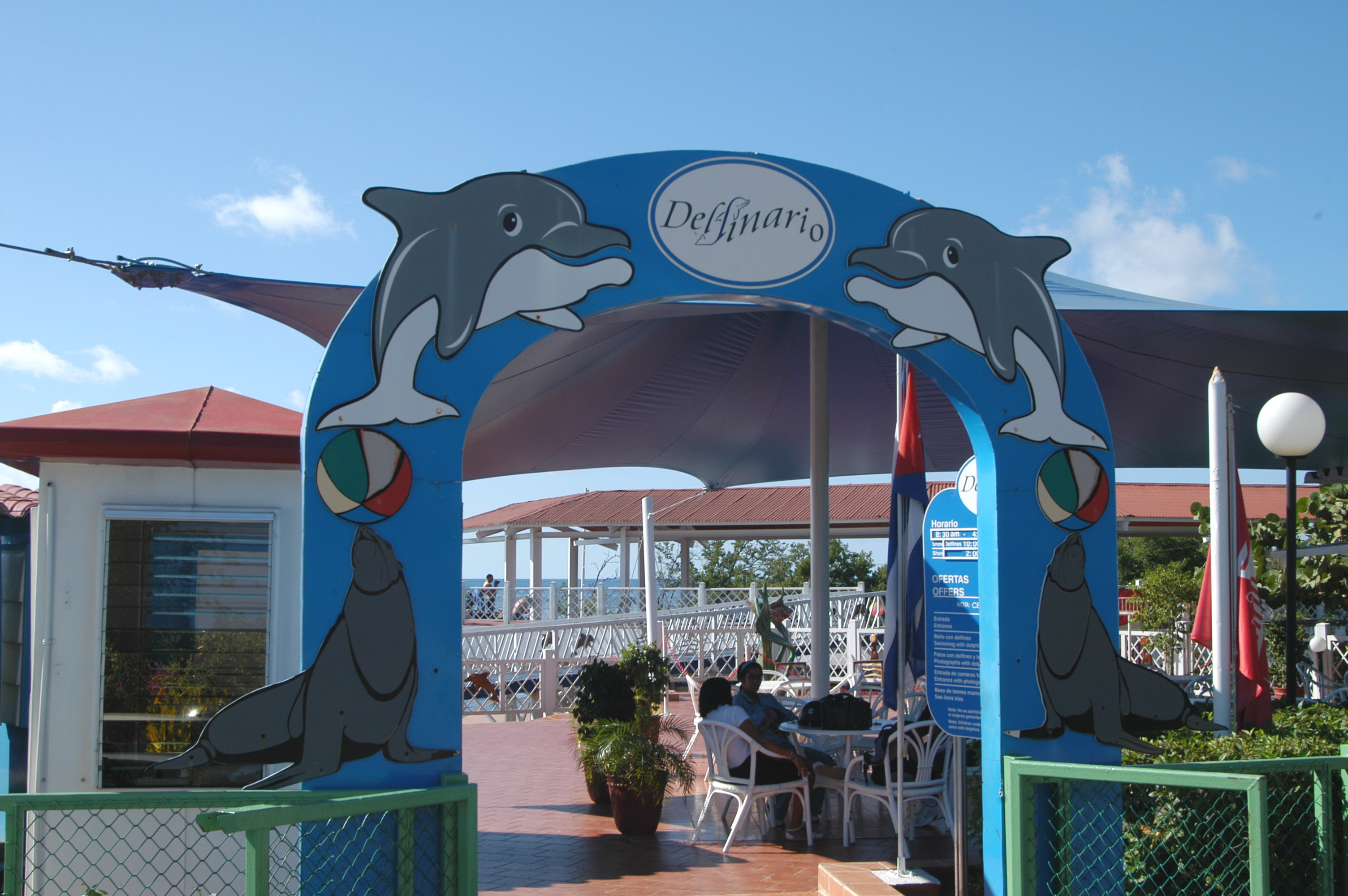
Atracción turística imperdible para los amantes de los delfines y el agua

## Ciudades hermanadas
- Tacoma (Estados Unidos)
- Etzatlán (México)[5][6]
- Cambridge (Estados Unidos)
- Kingston (Canadá, 2005)
- Bahía Blanca (Argentina)
- Saint-Nazaire (Francia)
- Contagem (Brasil)

## Personas notables
- Enrique Jorrín, músico.
- Luisa Martínez Casado, actriz de teatro.
- Enrique Villuendas, General Mambí.
- Osvaldo Dorticos Torrado, Presidente de la República.
- Samuel Feijoo, escritor.
- Don Luís Lorenzo De Clouet, fundador.
- José González Guerra, General Mambí